# Alçay-Alçabéhéty-Sunharette
Alçay-Alçabéhéty-Sunharette é uma comuna francesa na região administrativa da Nova Aquitânia, no departamento dos Pirenéus Atlânticos. Estende-se por uma área de 34,13 km². Em 2010 a comuna tinha 223 habitantes (densidade: 6,5 hab./km²).